# Crab Hill
Crab Hill – miasto na Barbadosie, w parafii Saint Lucy. Według danych z 2013 posiada ono 687 mieszkańców.